# Новотроїцьке (Магжана Жумабаєва район)
Новотро́їцьке (каз. Новотроицк) — село у складі району Магжана Жумабаєва Північноказахстанської області Казахстану. Входить до складу Байтерецького сільського округу.
Населення — 227 осіб (2021; 345 у 2009, 445 у 1999, 523 у 1989).
Національний склад станом на 1989 рік:
- росіяни — 48 %
- українці — 26 %.